# Славяносербск
Славяносе́рбск (укр. Слов'яносербськ; в 1784—1817 годах — Доне́цк) — посёлок/посёлок городского типа, центр Славяносербского района Луганской области Украины. Посёлок расположен на Донбассе, на правом берегу Северского Донца. С 2014 года посёлок находится под контролем самопровозглашённой Луганской Народной Республики.

## География
Посёлок расположен на правом берегу Северского Донца. К востоку и северо-востоку от населённого пункта, по руслу Северского Донца, проходила линия разграничения сил в Донбассе (смотрите Второе минское соглашение).

Соседние населённые пункты: сёла Красный Лиман (примыкает) на севере, Пришиб, Знаменка, Сокольники на северо-западе (все четыре выше по течению Северского Донца); Смелое на западе, Новогригоровка и Хорошее на юго-западе, Степовое на юге, Долгое (ниже по течению Северского Донца) на юго-востоке.

## История
На территории современного Славяносербска с первой половины XVIII века существовал зимовник запорожских казаков, известный под названием Подгорное урочище. Подгорное урочище было давним зимовником Кальмиусской паланки Запорожской Сечи над Северским Донцом, упоминаемым минимум с 1740 года.
В 1751 году к русскому послу в Вене (Священная Римская империя) М. П. Бестужеву-Рюмину обратился полковник австрийской службы, серб по происхождению из г. Петервардейна, Иван Хорват фон Куртич, который просил принять его в подданство России «во избежание тяжкого принуждения покорить себя папскому престолу с переменою греческого исповедания на католическое». 22 мая 1751 года Бестужев-Рюмин в письме к императрице Елизавете, изложил проект привлечения сербов на российскую военную службу. 13 июля 1751 года рескриптом императрицы полковнику Ивану Хорвату и его офицерам было предоставлено право перейти в российское подданство; в августе Хорват с группой переселенцев (218 человек) отправился в Россию и в октябре прибыл в Киев. Вслед за командой Хорвата в Киев в 1752 г. прибыли со своими людьми полковник Иван Шевич и подполковник Райко Прерадович. После длительного обсуждения на разных уровнях вопроса размещения этой партии было решено поселить их между реками Бахмутом и Луганью.
Первоначально Иван Шевич вывел из-за границы 210 человек, а Райко Прерадович — 27. Затем команды пополнялись частично из старых гусарских полков, а также в значительной степени за счёт вербовки украинцев.
Роты этих полков поселились в основном по правому берегу Донца и левому берегу Лугани, притом не все сразу. Поселялись и пополнялись они по мере привлечения нового пополнения. В каждом полку была своя нумерация подразделений. Ввиду их малочисленности в 1764 году оба полка были объединены в один, который получил название Бахмутского гусарского, с общей нумерацией рот. Всего их было 16.
На месте поселения роты создавали полевые укрепления — шанцы. Военнослужащие получали землю, которую должны были возделывать.
Новые поселения, возникшие на базе воинских подразделений, со временем получили и свои наименования. Так, 8-я рота образовала с. Подгорное (впоследствии здесь построили город, который в 1784—1817 гг. носил название Донецк, а затем был переименован в Славяносербск).
Так славяносербскими ротами было основано Подгорное (Славяносербск).
Шанец Подгорной (п. Славяносербск. 8 рота): военнослужащих — 44, заступающих — 46, «мужеска» — 46, «женска» — 112. Всего — 244. Командир роты — капитан Лазарь Сабов.
В 1754 год при создании Славяносербии поселение запорожских казаков было преобразовано в один из оборонных пунктов Украинской линии под названием Подгорное. Здесь был шанец 8-й роты Бахмутского гусарского полка с населением 1763 года в 244 человека (в том числе 44 гусара). В 1779 году здесь значилось 158 дворов с населением 973 человека (496 мужского пола, 477 женского пола). В 1782 году заложена, а в 1784 году — открыта церковь.
В 1764 году уже имелась церковь в Подгорном — Шевичева полка. Церковь в нём построена во имя святого первомученика и архидиакона Стефана. Сначала это селение обзаводилось старанием покойного капитана Степана Сабова, а потом развивалось его сыном капитаном Сабовым.

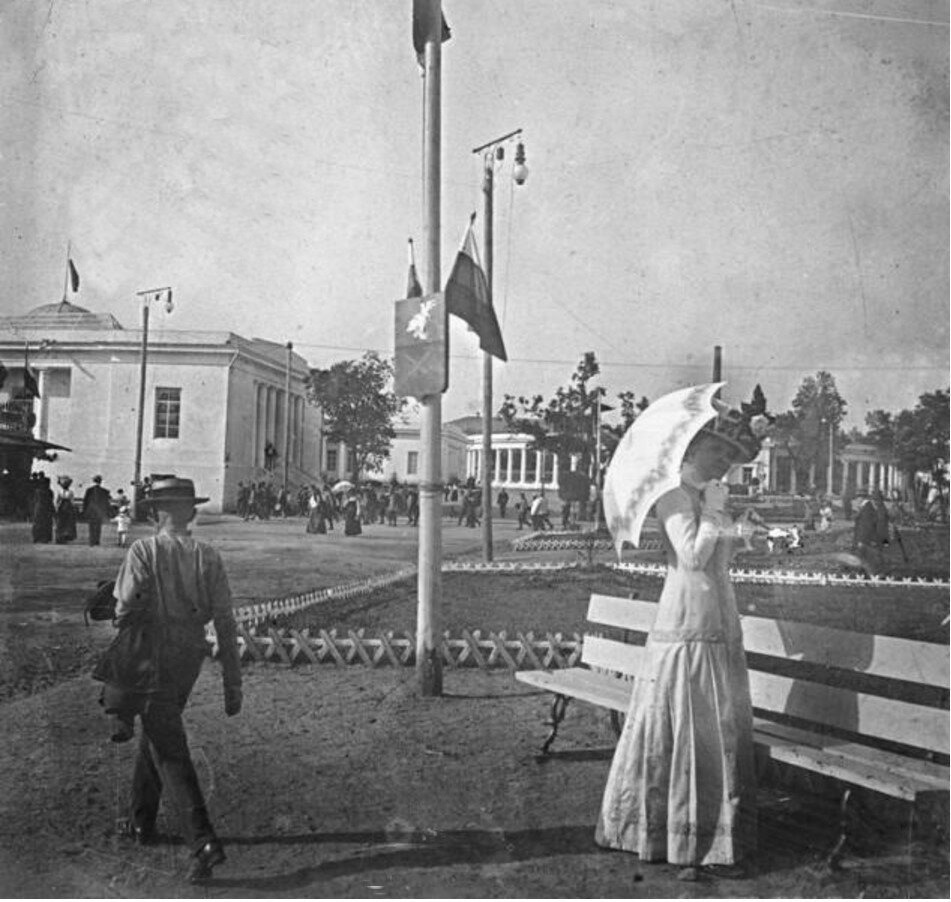
Славяносербск. 1900-е годы.

Подгорное в 1784 году переименовано в город Донецк, который был центром Донецкого уезда.

План Славяносербска Екатеринославской губернии, 1817 г.

В 1817 год Донецк переименован в Славяносербск, с переименованием уезда в Славяносербский. В 1784—1882 годах Донецк-Славяносербск — уездный город Екатеринославского наместничества и губернии; с 1883 года — заштатный городок.
В 1888 г. Славяносербск упоминается в повести Чехова «Степь» (примерно середина повести, момент опроса Егорушки подводчиком: «Максим Николаич, барин из-под Славяносербска, в прошлом годе тоже повёз своего парнишку в учение… В Славяносербском нету такого заведения, чтоб, стало быть, до науки доводить. Нету… А город ничего, хороший… Школа обыкновенная, для простого звания есть, а чтоб насчёт большого ученья, таких нету…»).
10 марта 1939 года здесь началось издание местной газеты.

## Население
В 1897 году в городе жили 3122 человека, в том числе великороссы — 1607, малороссы — 1342, армяне — 11, поляки — 2.
В январе 1989 года численность населения составляла 8722 человека.
По данным переписи 2001 года население посёлка составляло 8207 человек, из них 61,72 % указали родным русский язык, 37,54 % — украинский, а 0,74 % — другой.
На 1 января 2019 года численность населения составляла 7776 человек.